# MacOS Sequoia
macOS Sequoia ist die 21. Hauptversion von Apples Betriebssystem macOS (Versionsnummer 15). Es wurde am 10. Juni 2024 auf der WWDC 2024 vorgestellt und am 16. September 2024 veröffentlicht. Entsprechend Apples Praxis, macOS-Versionen nach Sehenswürdigkeiten in Kalifornien zu benennen, wurde die aktuelle Version nach dem Sequoia-Nationalpark in der Sierra Nevada benannt.

## Neuerungen
Die wichtigste Neuerung betrifft die Einführung von Apple Intelligence. Damit werden Funktionen, die auf Künstlicher Intelligenz beruhen, in das Betriebssystem und die auf der Plattform lauffähigen Anwendungen integriert. Apple Intelligence bietet systemweite Schreibwerkzeuge zum Umschreiben, Korrekturlesen und Zusammenfassen von Texten, kreative Bildgenerierung mit Image Playground in verschiedenen Stilen sowie eine verbesserte Siri, die natürlicher reagiert und Anfragen per Text oder Stimme unterstützt. Apple Intelligence benötigt nach Angaben des Herstellers bis zu 7 GB, nach Presseberichten bis zu 10 GB Arbeitsspeicher.
Außerdem gibt es noch weitere Neuerungen:
Safari-Updates
Der Browser Safari erhält in macOS Sequoia mehrere Verbesserungen:
- Highlights: Ein Feature, das automatisch relevante Informationen zu einer Webseite anzeigt, wie Wegbeschreibungen, Zusammenfassungen von Artikeln oder Quick Links zu Personen, Musik, Filmen und Serien.
- Überarbeiteter Reader: Ermöglicht es Nutzern, Artikel mit einer optimierten Darstellung, einer Zusammenfassung und einem Inhaltsverzeichnis schneller zu lesen.

Passwörter-App
Mit macOS Sequoia wird die neue Passwörter-App eingeführt, die auf dem Schlüsselbund basiert. Sie ermöglicht einen einfachen Zugriff auf Passwörter, Passkeys, WLAN-Passwörter und andere Anmeldedaten unter derselben Bedienoberfläche. Die iCloud-Synchronisierung wird durch eine sichere, durchgehende Verschlüsselung geschützt.
Fensteranordnung
Die neuen Funktionen zur Fensteranordnung ermöglichen es Nutzern, das Layout ihres Desktops individuell zu gestalten. Durch Ziehen eines Fensters an den Rand des Bildschirms schlägt macOS Sequoia automatisch eine Kachelanordnung vor, sodass mehrere Apps gleichzeitig im Blick behalten werden können.
iPhone-Mirroring
Eine weitere Funktion ist das iPhone-Mirroring, das es ermöglicht, Inhalte von einem iPhone drahtlos auf dem Mac anzuzeigen und zu steuern. Dies umfasst die Anzeige von Benachrichtigungen und die Möglichkeit, Inhalte per Drag-and-Drop zwischen den Geräten zu teilen.
Videokonferenz-Tools
macOS Sequoia verbessert den Ablauf von Videokonferenzen durch folgende neue Features:
- Moderatorenvorschau: Ermöglicht es, vor dem Teilen zu sehen, was präsentiert wird, und funktioniert mit Apps wie FaceTime und Zoom.
- Integrierte Hintergründe: Nutzer können aus einer Auswahl an Farbverläufen und System-Hintergrundbildern wählen oder eigene Fotos hochladen, die bei Videoanrufen in FaceTime oder Drittanbieter-Apps wie Webex genutzt werden können.

Alle neuen Funktionen wurden nach der Veröffentlichung von macOS 15 schrittweise bei der Einführung neuer Versionen, teils nach Einsatzländern gestaffelt, freigegeben.

## Hardwarevoraussetzungen
Laut Hersteller kann macOS Sequoia auf folgenden Geräten installiert werden:
- iMac 2019 und neuer,
- iMac Pro 2017 und neuer,
- Mac Studio 2022 und neuer,
- MacBook Air 2020 und neuer,
- Mac mini 2018 und neuer,
- MacBook Pro 2018 und neuer,
- Mac Pro 2019 und neuer.

## Versionsgeschichte
| macOS-Version                                             | Build   | Darwin-Version | Erscheinungsdatum  | Anmerkung                                                |
| --------------------------------------------------------- | ------- | -------------- | ------------------ | -------------------------------------------------------- |
| 15.0                                                      | 24A335  | 24.0.0         | 16. September 2024 | Erste veröffentlichte Version                            |
| 15.0.1                                                    | 24A348  | 24.0.0         | 3. Oktober 2024    | Wichtige Fehlerkorrekturen                               |
| 15.1                                                      | 24B83   | 24.1.0         | 28. Oktober 2024   | 79 CVE-Sicherheitslücken geschlossen.                    |
| 15.1                                                      | 24B2083 | 24.1.0         | 28. Oktober 2024   | 79 CVE-Sicherheitslücken geschlossen.                    |
| 15.1.1                                                    | 24B91   | 24.1.0         | 19. November 2024  | Zwei CVE-Sicherheitslücken geschlossen.                  |
| 15.1.1                                                    | 24B2091 | 24.1.0         | 19. November 2024  | Zwei CVE-Sicherheitslücken geschlossen.                  |
| 15.2                                                      | 24C101  | 24.2.0         | 11. Dezember 2024  | 72 CVE-Sicherheitslücken geschlossen.                    |
| 15.3                                                      | 24D60   | 24.3.0         | 27. Januar 2025    | 61 CVE-Sicherheitslücken geschlossen.                    |
| 15.3.1                                                    | 24D70   | 24.3.0         | 10. Februar 2025   | (Für dieses Update wurden keine Details veröffentlicht.) |
| 15.3.2                                                    | 24D81   | 24.3.0         | 11. März 2025      | Eine CVE-Sicherheitslücke geschlossen.                   |
| 15.4                                                      | 24E247  | 24.4.0         | 31. März 2025      | 131 CVE-Sicherheitslücken geschlossen.                   |
| 15.4.1                                                    | 24E263  | 24.4.0         | 16. April 2025     | Eine CVE-Sicherheitslücke geschlossen.                   |
| 15.5                                                      | 24F74   | 24.5.0         | 12. Mai 2025       |                                                          |
| 15.6                                                      | 24G84   | 24.6.0         | 29. Juli 2025      |                                                          |
| 15.6.1                                                    | 24G90   | 24.6.0         | 20. August 2025    |                                                          |
| 15.7 RC 3                                                 | 24G214  | 24.7.0         | 18. August 2025    | Release Candidate                                        |
| Legende:Alte VersionAktuelle VersionAktuelle Vorabversion |         |                |                    |                                                          |